# Ninox novaeseelandiae undulata
Ninox novaeseelandiae undulata (лат.) — сова, жившая ранее на острове Норфолк в Тасмановом море, между Австралией и Новой Зеландией. Является подвидом кукушечьей иглоногой совы (Ninox novaeseelandiae).
Подвид вымер, но гены последней самки, которую в последний раз наблюдали в 1996 году, сохранились в гибридных потомках её и самцов, относившихся к другим подвидам.

## Описание
Внешний вид схож с другими подвидами кукушечьей иглоногой совы. Это небольшая коричневая птица с пёстрым оперением.
Совы меньше и темнее, чем представители австралийского подвида.
Тем не менее, она несколько крупнее представителей новозеландского, причём самки крупнее самцов.

## Распространение
Совы населяли островной субтропический дождевой лес, который в XIX веке существенно пострадал от поселенческой активности человека.
Большая часть оставшихся на острове лесов находится в пределах небольшой (4,65 км²) секции Национального парка острова Норфолк.

## Поведение

### Размножение
Птицы размножались в дуплах деревьев. В кладках отмечали от одного до трёх яиц (обычно их было два).

### Питание
Питались небольшими позвоночными — птицами и млекопитающими, а также беспозвоночными.

## Статус таксона. Исчезновение и попытки сохранения популяции
Популяция Ninox novaeseelandiae undulata уменьшалась по мере вырубки лесов острова Норфолк и освоения их территории. Особенно большой ущерб ей принесло сокращение числа больших деревьев с удобными для
гнездования дуплами. Имела место также конкуренция вида с дикими медоносными пчёлами и интродуцированными на острове красными розеллами.
К 1986 году популяция сов сократилась до единственной самки, которую назвали «Miamiti» в честь матриарха местного населения
острова Норфолк. Частью программы, имевшей своей целью сохранить, как минимум, часть генов вида, стали попытки скрещивания этой последней самки с несколькими самцами подвидов, которых доставляли с Новой Зеландии. Самка пропала в 1996 году, но потомки от этих скрещиваний живут на острове в небольшом количестве и сегодня.